# De Witt (Nebraska)
De Witt est un village du comté de Saline, dans l'État du Nebraska, aux États-Unis. En 2020, il comptait une population de 520 habitants.